# ミルト
ミルト（イタリア語: 'Mirto）は、イタリア共和国シチリア州メッシーナ県にある、人口約900人の基礎自治体（コムーネ）。

## 地理

### 位置・広がり
メッシーナ県のコムーネ。県都メッシーナから西へ71kmの距離にある。

#### 隣接コムーネ
隣接するコムーネは以下の通り。
- カーポ・ドルランド
- カプリ・レオーネ
- フラッツァノ
- ナーゾ
- サン・サルヴァトーレ・ディ・フィターリア